# Chiloglanis rukwaensis
Espèce
Statut de conservation UICN

 VU D2 : Vulnérable
Chiloglanis rukwaensis est une espèce de poisson de la famille des Mochokidae, endémique en Tanzanie.